# Cziráky Antal Mózes
Gróf ciráki és dénesfalvai Cziráky Antal Mózes (Sopron, 1772. szeptember 8. – Pozsony, 1852. február 22.) császári és királyi kamarás, országbíró, a Magyar Tudományos Akadémia alapító és igazgató tagja.

## Élete
Gróf Cziráky László és gróf Zichy Julianna fia volt. A gimnáziumot Nagyszombatban, a bölcseletet 1787–1789-ben Pozsonyban, a jogot Pesten végezte. 1791-ben mint jogász diáktársaival magyar egyletet alakított a magyar nyelv és irodalom előmozdítására, s annak elnökeként működött. 1792-ben I. Ferenc koronázásakor aranysarkantyús vitéz lett. 1793-ban Pest megye megválasztotta tiszteletbeli jegyzővé; 1794-ben a magyar királyi helytartótanácsnál fogalmazó, 1796-ban ugyanott titoknok, 1800-ban tanácsos, 1808-ban a magyar udvari kancelláriánál referendárius, egyszersmind Esztergom vármegye főispáni helytartója lett. 1811-ben hasonló minőségben Vas megyébe helyezték át. 1817-ben a felső-magyarországi megyékben mint biztos, az akkor ott uralkodott éhínség enyhítésén munkálkodott. Abban az évben a magyar királyi udvari kamara alelnöke és belső titkos tanácsos lett. 1823-ban a Szent István-rend középkeresztjével, 1825-ben tárnokmesteri, s Fejér vármegye főispáni méltóságával jutalmazták meg. 1827-ben országbírói hivatalra emelték. 1828-ban a pesti egyetem elnökévé nevezték ki, ahol 1829. március 2. napján tartotta székfoglaló beszédjét. Újabb érdemei elismeréséül 1830-ban a Szent István-rend nagykeresztjét nyerte el. 1836. szeptember 16-án a cseh koronázási ünnepélynél a prágai rendgyülekezetben az Aranygyapjas rend lovagjává, majd a hazánk fővárosát és dunamelléki vidékeit pusztító árvíz után a segélypénzek kiosztására rendelt bizottmány elnökévé; 1839 áprilisában pedig saját kérelme folytán az országbírói s egyetem-elnöki hivatalától fölmentvén, a király állami és értekezleti miniszterévé nevezte ki. E méltóságát 1848 márciusáig viselte. A tudományokkal is foglalkozott és az MTA-nak, melynek igazgatója volt, 3000, a Ludoviceumnak 4000 forintot adományozott. Beszédes verse (A kir. főherczeg nádorispánynál tartatott éjtszakai víg mulatságnak leirása) megjelent a Pesti Nyelvmivelő Társ. Munkálatai I. darabjában (1792).
A Magyar Tudományos Akadémián 1852. december 20-án Pauler Tivadar tartott fölötte emlékbeszédet.
A kenyeri Sarlós Boldogasszony templomban nyugszik, sírhelyét a Nemzeti Emlékhely és Kegyeleti Bizottság „A” kategóriában a Nemzeti Sírkert részévé nyilvánította.
Arcképei: rézmetszet A. Ehrenreichtól, Lider rajza után év n.; kőnyomat Wolf F. rajza után a bécsi kőnyomat-intézetben jelent meg ponori Thewrewk József kiadásában év n., és Eybl rajza (1841) után Andreas Leykam intézetében, Bécsben.

## Családja
Háromszor nősült, első felesége: Illésházy Júlia grófnő (1794-1814); második felesége: Batthyány Mária grófnő (1783-1840); harmadik felesége pedig Carolina von Walterskirchen bárónő (1794-1861). Cziráky grófnak három gyermekéről lehet tudni:
- Antónia /első feleségétől/ (1806-?)
- János József Lázár László Tamás /második feleségtől/ (1818-1884); felesége Lousie Elisabeta Dezasse de Petit-Verneuil grófnő (1821-1899)
- Dénes

## Munkái
- Pesti magyar nevendék társaságban választott előlülőnek beköszönő beszédje. Pest, 1791
- Gyászoló beszéd, melyel második Leopold megboldogult felséges császárt és királyt a pesti magyar társaság gyülekezetében szent György havának 12. 1792. élő szavával megtisztelte. Uo.
- De ordine equitum auratorum Hungariae exercitatio. Uo. 1792
- Ordo historiae juris civilis hungarici, cum appendice de artibus Corporis Juris Hungarici. Uo. 1794
- Laetitia et gratulatio publica occasione recens constituti regni Hungariae palatini. Posonii, 1796
- Disquisitio historica de modo consequendi summum imperium in Hungaria a primordiis monarchiae in haec tempora. Budae, 1820 (névtelenül) Online
- Nagymélt. gróf Cz… mint ns. Vas vármegye administratorának a tisztválasztáskor 1824. nov. mondott beszédei. H. n.
- Fejér vármegye főispányi székébe 1827-ben történt beiktatása alkalmatosságával tartatott beszédek. Székesfehérvár, 1827
- Conspectus Juris Publici Regni Hungariae ad Annum 1848. Historicis Animadversionibus Illustratus. Viennae, 1851. Két kötet. (Ism. Uj M. Muzeum 1851–52. I. 673. l. Magyarul: A magyar közjog alapelvei címmel kiadta Hegedüs Lajos. Pest, 1861. 2. kiadás 1869. 3. k. 1872. Uo.) Tomus I.
- Még több beiktató beszédet tartott Esztergomban, Szombathelyen, Székesfehérváron, Egerben, Pesten és más helyen is magyarul és latinul. Beszéde a Buda és Pest között építendő állandó híd ügyében a Tudományos Gyűjteményben (1835. V.) jelent meg. A pesti magyar színháznak szánt telket 1823-ban a barátok terén 45 000 forintért vette meg.
- Levele Ürményi Józsefhez. Pest, 1796